# Vossloh DE 18
La Vossloh DE 18 est une locomotive Diesel de Vossloh Locomotives construite depuis 2010. Elle développe une puissance maximale de 1 800 kW et atteint une vitesse maximale de 120 km/h. Elle est commandée en 2016 par Akiem pour remplacer les BB 67200 de SNCF Réseau sous la désignation de BB 79000.

## Historique
La présentation du prototype se fait au salon InnoTrans de 2010 et les premières commandes interviennent en 2011 avec BASF pour les dessertes de ses usines.
À la suite du vieillissement du parc de BB 67200 de la SNCF dédiées aux dépannages des rames TGV, Akiem est missionné par SNCF Réseau pour commander de nouveaux engins en remplacement. C'est Vossloh et sa DE 18 apte à la LGV qui sont sélectionnés avec une commande de 44 engins pour un montant de 140 millions d'euros.
Les premières livraisons des locomotives DE 18 pour la SNCF (locomotives dénommées BB 79000) se font depuis septembre 2020 et se poursuivent jusqu'en octobre 2021. Les 44 locomotives, destinées à remplacer une partie des 77 locomotives BB 67200, sont louées à Akiem.
En 2022, à la suite de son approbation TSI, cette locomotive a été vendue à plus de 130 exemplaires en Europe. Elle est en test sur le réseau d'Infrabel.

## Données techniques
La DE 18 est une locomotive diesel à transmission électrique d’une puissance de 1800 kW, pour une vitesse entre 70 et 120 km/h et son moteur est un MTU de 12 cylindres en V inclinés à 90°, pour un poids de 7.85 tonnes. Elle fonctionne à faible émission et faible consommation. Pour certaines utilisations de rénovations ferroviaires, elle peut rouler à vitesse de marche constante. Elle est également utilisable pour la maintenance sur les lignes à grande vitesse en France.

## Utilisateurs

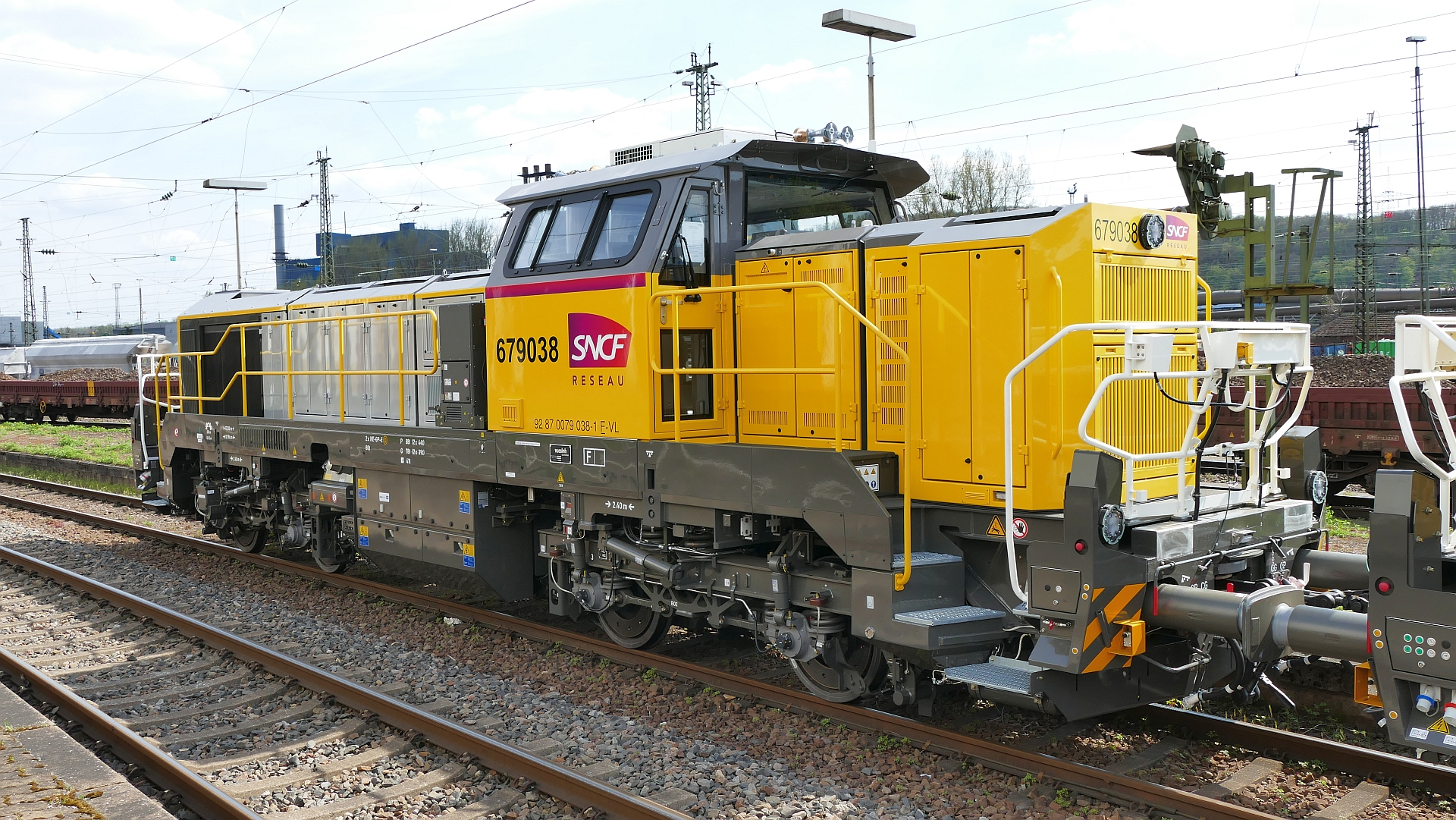
BB 79038.

Plusieurs entreprises exploitent des DE 18 telles que :
- BASF[1] ;
- Europorte[8] ;
- SNCF Réseau (série BB 79000)[2] ;
- CFL Cargo[9] ;
- Millet Rail (ex-Colas Rail)[10],[11] ;
- Ferrotract[10] ;
- Eiffage[10] ;
- RailAdventure ;
- RDT13 ;
- Régiorail[10].

## Liste des BB 79000
Cette liste traite des locomotives SNCF Réseau sous le nom de BB 79000. L'ensemble des engins est en livrée SNCF Réseau avec logo de l’entité.